# Benjamin Lacombe
Benjamin Lacombe (Parijs, 12 juli 1982) is een Frans illustrator en schrijver van jeugd(prenten)boeken en stripverhalen.

## Biografie
Lacombe studeerde prentkunst aan de École nationale supérieure des arts décoratifs in Parijs en werkte toen al mee aan advertenties en animatiefilms. Op negentienjarige leeftijd tekende hij zijn eerste stripreeks en werkte als illustrator mee aan enkele boeken.
Zijn afstudeerproject Cerise Griotte, een kinderboek dat hij zowel schreef als illustreerde werd meteen zijn eerste boek dat gepubliceerd werd in maart 2006 in Frankrijk. Een jaar later werd het uitgegeven in de Verenigde Staten waar het door het weekblad Time Magazine genomineerd werd in de top-10 van jeugdboeken van 2007. Sindsdien heeft Lacombe tientallen boeken geschreven en geïllustreerd, die uitgegeven worden in verscheidene talen.  Lacombe exposeert zijn werken op regelmatige basis. Zijn werk was onder andere te zien in Galerie Daniel Maghen (Parijs), L'Art de rien (Parijs), Ad Hoc Art (New York), Nucleus Gallery (Los Angeles), Dorothy Circus (Rome) Maruzen (Tokyo) en het Hasseltse Literair Museum.